# Mirella Freni
Mirella Freni (Modena, 27 februari 1935 – aldaar, 9 februari 2020), eigenlijke naam Mirella Fregni, was een Italiaans sopraan. Ze werd vooral bewonderd om haar jeugdige stem en haar rolinterpretatie. Freni had een breed repertoire, vooral bestaand uit Verdi- en Puccini-rollen, maar ze vertolkte ook werken van Mozart en Tsjaikovski. Freni was jarenlang gehuwd met de Bulgaarse bas Nicolai Ghiaurov, met wie ze regelmatig optrad en opnamen maakte.

## Biografie
Freni werd geboren in een arbeidersgezin en bleek al op jonge leeftijd grote muzikale talenten te bezitten. Op tienjarige leeftijd zong ze de aria "Un bel dì vedremo" (Madama Butterfly) in een radiowedstrijd. De tenor Beniamino Gigli waarschuwde haar echter dat ze haar stem zou kunnen beschadigen en adviseerde haar met zingen te stoppen tot ze ouder was. Ze volgde zijn advies op en hervatte het zingen toen ze 17 jaar was.
Mirella debuteerde in 1955 in Modena als Micaëla (Carmen). Daarna kreeg ze vele rollen aangeboden, maar ze koos ervoor haar carrière opzij te zetten om met haar zangleraar te trouwen en een kind te krijgen.
In 1958 begon ze opnieuw met zingen en won ze een zangwedstrijd in het Turijnse Teatro Regio met haar vertolking van Mimì (La bohème). Vervolgens, tijdens het seizoen 1959-1960, zong ze bij De Nederlandse Opera. Haar internationale doorbraak kwam met haar vertolking van Adina (L'elisir d'amore) in Glyndebourne.
In 1961 debuteerde ze in het Royal Opera House (Londen) als Nannetta in Giuseppe Verdi's Falstaff. Haar debuut in het Teatro alla Scala volgde in 1963 in een productie van Franco Zeffirelli, gedirigeerd door Herbert von Karajan, met wie ze, als een van zijn favorieten, nog vaak zou samenwerken. In 1965 debuteerde ze als Mimì (La bohème) in de New Yorkse Metropolitan Opera, waar ze later ook Liù (Turandot), Marguerite (Faust) en Julia (Romeo en Julia) zou zingen.
In de jaren 1970 en 1980 begon Freni ook zwaardere Verdi-rollen te zingen, in het bijzonder Elisabetta in Don Carlos, Desdemona in Otello, Leonora in La forza del destino en de titelrol in Aida. Freni breidde tot in de jaren 1990 haar repertoire uit, onder andere met Italiaans verisme en diverse rollen in opera's van Tsjaikovski.
In 1981 huwde ze Nicolai Ghiaurov, een van de grootste bassen van die tijd. Samen waren ze medeverantwoordelijk voor de oprichting van het Centro Universale del Bel Canto in Vignola, waar ze sinds 2002 masterclasses gaven. Ook na Ghiaurovs dood in 2004 is Freni met grote betrokkenheid doorgegaan de belcantotraditie aan de jongere generatie door te geven.

## Waardering
In 1990 publiceerde Freni haar memoires onder de titel Mio Caro Teatro (Mijn dierbare theater). In datzelfde jaar werd ze onderscheiden als "Cavaliere di Gran Croce Ordine al Merito della Repubblica Italiana" (Ridder van het grootkruis van verdienste van de Republiek Italië). In 1993 ontving ze de Franse Legioen van Eer. De universiteit van Pisa verleende haar in 2002 een eredoctoraat voor "haar grote bijdrage aan de Europese cultuur". In 2005 vierde de Metropolitan Opera de veertigste verjaardag van haar debuut aldaar met een speciaal galaconcert, gedirigeerd door James Levine.

## Discografie

### Volledige opera's
- Vincenzo Bellini
  - I Puritani - Mirella Freni, Alfredo Kraus, Attilio d’Orazi, Raphael Ariè, Rita Bezzi - Dirigent: Nino Verchi - Modena 26.12.1962 live - Serie Opera d'Oro (2 cd) Mono
  - I Puritani - Mirella Freni, Luciano Pavarotti, Sesto Bruscantini, Bonaldo Giaiotti, Mirella Fiorentini - Dirigent: Riccardo Muti - Living Stage, Serie Opera d'Oro, Nuova Era - 1969
- Georges Bizet
  - Carmen - Giulietta Simionato, Franco Corelli, Mirella Freni, Giangiacomo Guelfi, Guido Malfatti - Dirigent: Pierre Dervaux – koor en orkest van het Massimo di Palermo - Live 8.2.1959 Opera Legacies (2 cd) Stereo ADD - in het Italiaans
  - Carmen - Leontyne Price, Franco Corelli, Robert Merrill, Mirella Freni - Dirigent: Herbert von Karajan - 1963 RCA Victor
  - Carmen - Grace Bumbry, Jon Vickers, Mirella Freni, Kostas Paskalis - Dirigent: Rafael Frühbeck de Burgos - EMI (2 cd)
  - Carmen - Jessye Norman, Neil Shicoff, Mirella Freni - Dirigent: Seiji Ozawa - ORTF National Orchestra - Stereo Philps (Studio)
- Arrigo Boito
  - Mefistofele - Nicolai Ghiaurov, Luciano Pavarotti, Mirella Freni, Montserrat Caballé, Piero de Palma - Dirigent: Oliviero de Fabritiis - London Decca 1982 (2 cd)
- Gaetano Donizetti
  - Don Pasquale - Sesto Bruscantini, Mirella Freni, Gosta Winbergh, Leo Nucci - Dirigent: Riccardo Muti - EMI Angel (USA) 1982
  - La Figlia del Reggimento - Luciano Pavarotti, Mirella Freni, Walter Monachesi, Anna di Stasio - Dirigent: Nino Sanzogno - Serie Opera d'Oro, Verona 27046/47, 1969 (2 cd) Live - in het Italiaans
  - L'Elisir d'amore - Renzo Casellato, Mirella Freni, Mario Basiola, Sesto Bruscantini, Elena Zilio - Dirigent: Mario Rossi - Frequenz (2 cd)
  - L'Elisir d'amore - Nicolai Gedda, Mirella Freni, Mario Sereni, Renato Capecchi - Dirigent: Francesco Molinari-Pradelli - EMI 7 69897-2, 1966 (2 cd)
  - L'Elisir d'amore - Luciano Pavarotti, Mirella Freni, Paolo Montarsolo, Eugenia Ratti - Dirigent: Reynald Giovaninetti - Live La Scala 1979 Serie Opera d'Oro (2 cd)
- Umberto Giordano
  - Fedora - Mirella Freni, Plácido Domingo, Adelina Scarabelli, Alessandro Corbelli, Luigi Roni, Alfredo Giacomotti - Dirigent: Gianandrea Gavazzeni - Live La Scala Legato Classics lcd 213-2, 1993 (3 cd)
  - Madame Sans-Gêne - Mirella Freni, Mauro Buda, Giorgio Merighi - Dirigent: Stefano Ranzani - Live Dynamic cd's 247, 1999 (2 cd)
- Charles Gounod
  - Faust - Ruggero Raimondi, Alfredo Kraus, Mirella Freni - Dirigent: Danilo Belardinelli - Live Bilbao GDS Records cd-108, 1969
  - Faust - Nicolai Ghiaurov, Ruggero Raimondi, Mirella Freni, Luigi Alva, Robert Massard, Alfredo Giacomotti, Anna di Stasio - Dirigent: Georges Prêtre - Serie Opera d'Oro Live La Scala 16.2.1971 (2 cd) en Melodram MEL 37005, 1967
  - Faust - Nicolai Ghiaurov, Plácido Domingo, Mirella Freni, Thomas Allen - Dirigent: Georges Prêtre - EMI Angel ADD (3 cd)
  - Mireille - Mirella Freni, Alain Vanzo, José van Dam, Gabriel Bacquier - Dirigent: Michel Plasson - EMI ADD (2 cd)
  - Romeo et Juliette - Franco Corelli, Mirella Freni, Henri Gui, Xavier Depraz, Claude Cales - Dirigent: Alain Lombard - EMI Classics Stereo (2 cd)
- Georg Friedrich Händel
  - Alcina - Joan Sutherland, Mirella Freni, Luigi Alva, Teresa Berganza, Monica Sinclair, Graziella Sciutti, Ezio Flagello - Dirigent: Richard Bonynge - Decca 433 723-2, 1962 (3 cd) (studio)
  - Serse - Luigi Alva, Mirella Freni, Rolando Panerai, Fiorenza Cossotto, Franco Calabrese, Leonardo Monreale, Irene Campaneez - Dirigent: Piero Bellugi - La Scala 19.1.1962 Serie Opera d'Oro
- Ruggiero Leoncavallo
  - Pagliacci - Luciano Pavarotti, Mirella Freni, Vincenzo Bello, Ingvar Wixell - Dirigent: Giuseppe Patanè - Studio 1977 London Decca (1 cd)
- Pietro Mascagni
  - L'Amico Fritz - Mirella Freni, Ruggero Raimondi, Rolando Panerai, Bianca Maria Casoni, Piero de Palma, Mirella Fiorentini - Dirigent: Gianandrea Gavazzeni - Live La Scala 7.12.1963 Serie Opera d'Oro en Fonit Cetra
  - L'Amico Fritz - Mirella Freni, Luciano Pavarotti, Vincente Sardinero, Laura Didier-Gambardella, Luigi Pontiggia - Dirigent: Gianandrea Gavazzeni - EMI Classical 1968 - (2 cd)
- Jules Massenet
  - Manon - Mirella Freni, Luciano Pavarotti, Rolando Panerai, Antonio Zerbini, Giuseppe Morresi - Dirigent: Peter Maag - Live La Scala 3.6.69 Serie Opera d'Oro e Frequenz (2 cd)
- Wolfgang Amadeus Mozart
  - Le Nozze di Figaro - Wladimiro Ganzarolli, Mirella Freni, Jessye Norman, Ingvar Wixell, Clifford Grant - Dirigent: Sir Colin Davis - Philps BBC Complete Mozart Edition Vol. 40 (3 cd)
  - Le Nozze di Figaro - José van Dam, Alfredo Krause, Paolo Montarsolo, Mirella Freni, Frederica Von Stade - Dirigent: Herbert von Karajan - Serie Opera d'Oro 1974 Live Salzburg (3 cd)
  - Le Nozze di Figaro - José van Dam, Hermann Prey, Mirella Freni, Teresa Berganza, Leonardo Monreale, Daniela Mazzucato-Meneghini, Mirto Picchi - Dirigent: Claudio Abbado - Live La Scala Milano 22.4.74 Serie Opera d'Oro (3 cd)
  - Don Giovanni - Cesare Siepi, Sir Geraint Evans, Mirella Freni, Sena Jurinac, Leyla Gencer, Richard Lewis - Dirigent: Sir Georg Solti - Live Royal Opera House Covent Garden Londen 2.1962 Serie Opera d'Oro (3 cd), Giuseppe Di Stefano Records GDS 31024 (3 cd) en Living Stage LS 1022 (3 cd)
  - Don Giovanni - Nicolai Ghiaurov, Mirella Freni, Christa Ludwig, Nicolai Gedda, Paolo Montarsolo - Dirigent: Otto Klemperer - EMI CMS 7 63841 2, 1966 (3 cd)
  - Don Giovanni - Nicolai Ghiaurov, Mirella Freni, Gundula Janowitz, Sir Geraint Evans, Rolando Panerai, Alfredo Kraus - Dirigent: Herbert von Karajan - Live Salzburg 1969 Arkadia cdKAR 202, Memories HR 4362/64 en Nuova Era 2330/32
  - Don Giovanni - Ingvar Wixell, Wladimiro Ganzarolli, Martina Arroyo, Dame Kiri Te Kanawa, Stuart Burrows, Mirella Freni, Richard Van Allan, Luigi Roni - Dirigent: Sir Colin Davis - Philips BBC Complete Mozart Edition Vol. 41 (3 cd)
- Giacomo Puccini
  - La Bohème - Mirella Freni, Ruggero Raimondi, Rolando Panerai, Giuseppe Taddei, Ivo Vinco, Hilde Güden - Dirigent: Herbert von Karajan - Live Wien 9.11.63
  - La Bohème - Mirella Freni, Hilde Güden, Rolando Panerai, Giuseppe Taddei, Ivo Vinco - Dirigent: Herbert von Karajan - Wien Live 1963 Movimento Musica, Melodram 7031 (2 cd) en Melodram MElcd 27007 (2 cd)
  - La Bohème - Mirella Freni, Nicolai Gedda, Mario Sereni, Mario Basiola, Ferruccio Mazzoli - Dirigent: Thomas Schippers - EMI CMS 7 69957 2, 1964 (2 cd)
  - La Bohème - Mirella Freni, Luciano Pavarotti, Nicolai Ghiuselev, Sesto Bruscantini, Gianni Maffeo, Franco Calabrese - Dirigent: Thomas Schippers - RAI 17.7.1969 Live - Serie Opera d'Oro en 1969 Arkadia (2 cd)
  - La Bohème - Mirella Freni, Filippo Adami, Luciano Pavarotti, Lorenzo Saccomani - Dirigent: Francesco Molinari-Pradelli - Genova 1969 Melodram MEL 27031 (2 cd)
  - La Bohème - Mirella Freni, Luciano Pavarotti, Rolando Panerai, Nicolai Ghiaurov, Gianni Maffeo - Dirigent: Herbert von Karajan - Decca 1973 DECCA 421 049-2 (2 cd)
  - La Bohème - Mirella Freni, Luciano Pavarotti, Giuseppe Taddei, Maria Oran, Raphael Ariè - Dirigent: Nino Sanzogno - Teatro della Zarzuela, Madrid, Live 21.5.1970 (Rara) MC Butterfly Music "Luciano Pavarotti Collection" (2 MC)
  - Madama Butterfly - Mirella Freni, Teresa Berganza, José Carreras, Juan Pons, Kurt Rydl - Dirigent: Giuseppe Sinopoli - Deutsche Grammophon 423 567-2, 1988 (3 cd)
  - Madama Butterfly - Mirella Freni, Luciano Pavarotti, Robert Kerns, Christa Ludwig - Dirigent: Herbert von Karajan - Decca 417 577-2, 1974 (3 cd)
  - Manon Lescaut - Mirella Freni, Plácido Domingo, Renato Bruson, Kurt Rydl, Brigitte Fassbaender - Dirigent: Giuseppe Sinopoli - Deutsche Grammophon DG 413 983-2, 1984 (2 cd) Stereo
  - Manon Lescaut - Mirella Freni, Luciano Pavarotti, Dwayne Croft, Giuseppe Taddei, Ramon Vargas, Cecilia Bartoli - Dirigent: James Levine - Decca 440 200-2, 1993 (2 cd)
  - Tosca - Mirella Freni, Luciano Pavarotti, Sherrill Milnes, Italo Tajo - Dirigent: Rescigno - Decca 414 036-2, 1978 (2 cd)
  - Tosca - Mirella Freni, Plácido Domingo, Samuel Ramey, Bryn Terfel - Dirigent: Giuseppe Sinopoli - Deutsche Grammophon 431 775-2, 1992 (2 cd)
  - Il Trittico - Mirella Freni, Elena Suliotis, Juan Pons, Giuseppe Giacomini, Roberto Alagna - Dirigent: Bruno Bartoletti - Decca 436 261-2, 1994 (3 cd)
  - Turandot - Birgit Nilsson, Franco Corelli, Mirella Freni, Bonaldo Giaiotti - Dirigent: Zubin Mehta - Great Opera Performances 756-2, Met 1966
  - Turandot - Montserrat Caballé, José Carreras, Mirella Freni, Paul Plishka, Vincente Sardinero - Dirigent: Alain Lombard - EMI Classic (2 cd)
- Gioacchino Rossini
  - Guglielmo Tell - Sherrill Milnes, Luciano Pavarotti, Mirella Freni, Nicolai Ghiaurov, Ferruccio Mazzoli, Piero de Palma - Dirigent: Riccardo Chailly - London Decca (4 cd) Stereo
  - Petite Messe Solennelle - Mirella Freni, Luciano Pavarotti, Lucia Valentini-Terrani, Ruggero Raimondi - piano Leone Magiera, harmonium Rosetta - Decca 3.1971 Stereo (Studio)
- Domenico Scarlatti
  - La Griselda - Mirella Freni, Luigi Alva, Rolando Panerai, Sesto Bruscantini, Veriano Luchetti - Dirigent: Nino Sanzogno - Live, Rome 29-10-1970, Serie Opera d'Oro (2 cd)
- Pjotr Iljitsj Tsjaikovski
  - Jevgeni Onegin - Thomas Allen, Mirella Freni, Anne Sofie von Otter, Neil Shicoff, Paata Burchuladze - Dirigent: James Levine - Deutsche Grammophon 1987 (2 cd)
  - Pikovaya Dama - Mirella Freni, Vladimir Atlantov, Dmitri Hvorostovski, Maureen Forrester, Ernesto Gavazzi - Dirigent: Giuseppe Sinopoli - RCA Victor Red Seal 09026 60992 2, 1992 (3 cd)
- Giuseppe Verdi
  - Aida - Mirella Freni, José Carreras, Ruggero Raimondi, Agnes Baltsa, José van Dam, Piero Cappuccilli, Katka Ricciarelli - Dirigent: Herbert von Karajan - EMI Classics (2 cd)
  - Don Carlo - Giacomo Aragall, Mirella Freni, Nicolai Ghiaurov, Piero Cappuccilli, Fiorenza Cossotto, Hans Sotin - Dirigent: Nello Santi - Live Wien 1976 - Myto Records (3 cd)
  - Don Carlo - José Carreras, Piero Cappuccilli, Nicolai Ghiaurov, Mirella Freni, Elena Obraztsova, Yevgeny Nesterenko, Luigi Roni - Dirigent: Claudio Abbado - Live La Scala 7.12.1977 - Myto Records (3 cd)
  - Ernani - Plácido Domingo, Mirella Freni, Renato Bruson, Nicolai Ghiaurov, Alfredo Giacomotti - Dirigent: Riccardo Muti - Orchestra e Coro della Scala di Milano - EMI Classics DDD (2 cd)
  - Falstaff - Tito Gobbi, Renata Tebaldi, Mirella Freni, Renato Capecchi, Fedora Barbieri, Agostino Lazzari - Dirigent: Mario Rossi - Live Napoli S.Carlo 1.12.1962 Serie Opera d'Oro
  - Falstaff - Sir Geraint Evans, Ilva Ligabue, Mirella Freni, Giulietta Simionato, Robert Merrill, Alfredo Kraus, Giovanni Foiani - Dirigent: Sir Georg Solti - 1963 RCA London Decca (2 cd)
  - La Forza del destino - Plácido Domingo, Mirella Freni, Giorgio Zancanaro, Paul Plishka, Dolora Zajic, Giorgio Surian - Dirigent: Riccardo Muti - EMI Stereo (studio) (3 cd)
  - La Traviata - Mirella Freni, Luciano Pavarotti, Attilio d’Orazi - Dirigent: Leone Magiera - Live Modena ZYX Classic CLS 4602-2, 1965 (2 cd)
  - La Traviata - Mirella Freni, Franco Bonisolli, Sesto Bruscantini - Dirigent: Lamberto Gardelli - Arts Music Stereo (2 cd)
  - La Traviata - Mirella Freni, Renato Cioni, Piero Cappuccilli, Anne Howells, Lesley Garrett - Dirigent: Carlo Maria Giulini – Royal Opera House Covent Garden Londen - Frequenz 043 006 (2 cd) - Rodolphe RP 32 712 (2 cd)
  - Otello - Jon Vickers, Mirella Freni, Peter Glossop, Luigi Roni - Dirigent: Herbert von Karajan - Salzburg Live 1971
  - Otello - Plácido Domingo, Mirella Freni, Renato Bruson, Ernesto Gavazzi - Dirigent: Carlos Kleiber - Live La Scala 1987
  - Simon Boccanegra - Piero Cappuccilli, Mirella Freni, Nicolai Ghiaurov, José Carreras, José van Dam, Giovanni Foiani - Dirigent: Claudio Abbado - Orchestra e Coro della Scala di Milano 1977 (studio) Deutsche Grammophon DG (2 cd) (ook in Video dvd Live)
  - Messa da Requiem - Mirella Freni, Christa Ludwig, Carlo Cossutta, Nicolai Ghiaurov - Dirigent: Herbert von Karajan - Deutsche Grammophon Stereo (2 cd)

### Andersoortige werken
- Giovanni Battista Pergolesi
  - Stabat Mater - Mirella Freni, Teresa Berganza - Dirigent: Ettore Gracis - Deutsche Grammophon ADD (1 cd +1)

### Bloemlezingen
- Mirella Freni, Opera Arias - EMI cdM 7 631102, 1968 (1 cd)
- Mirella Freni and Renata Scotto in Duet - Decca 475 6811, 1978 (1 cd)
- Mirella Freni - Puccini & Verdi Arias - met de tenor Franco Bonisolli - Dirigent: Leone Magiera - ARTS (1 cd)
- Mirella Freni, 40th Anniversary - Decca 440 412-2, 1994 (1 cd)
- Freni, Pavarotti: Arias and Duets - Decca 458 221-2, 1998 (1 cd)
- Very Best of Mirella Freni cd - EMI Classics (2 cd)
- Close Encounters with Great Singers - Mirella Freni - Vai VAIA 1216, 2003 (1 cd)
- Mirella Freni: a celebration - Decca 475 6553, 2005 (2 cd)

### Video's
- Georges Bizet
  - Carmen - Grace Bumbry, Jon Vickers, Mirella Freni, Justino Diaz - Dirigent: Herbert von Karajan - Regia F.Zeffirelli (1 dvd) 1966
- Francesco Cilea
  - Adriana Lecouvreur - Mirella Freni, Peter Dvorsky, Fiorenza Cossotto, Alessandro Cassis, Ivo Vinco - Dirigent: Gianandrea Gavazzeni - Dir.: Bryan Large - Opus Arte LS3011D 1989 (1 dvd)
- Umberto Giordano
  - Fedora - Mirella Freni, Plácido Domingo, Ainhoa Arteta, Vernon Hartman - Dirigent: Claudio Abbado – Dir.: Bryan Large - Deutsche Grammophon 00440 073 2329 1997 (1 dvd)
- Charles Gounod
  - Faust - Nicolai Gedda, Mirella Freni - Opéra de Paris - Live
  - Faust - Alfredo Kraus, Mirella Freni, Nicolai Ghiaurov - Live
- Wolfgang Amadeus Mozart
  - Le Nozze di Figaro - Hermann Prey, Mirella Freni, Dietrich Fischer-Dieskau, Dame Kiri Te Kanawa, Paolo Montarsolo - Dirigent: Karl Böhm – Regie: Jean-Pierre Ponnelle - Deutsche Grammophon 00440 073 4034 1976 (2 dvd)
- Giuseppe Verdi
  - Don Carlo - Plácido Domingo, Mirella Freni, Nicolai Ghiaurov, Grace Bumbry, Ferruccio Furlanetto, Gino Quilico - Dirigent: James Levine - Met Live, Deutsche Grammophon 00440 073 4085 (2 dvd)
  - Ernani - Luciano Pavarotti, Mirella Freni, Nicolai Ghiaurov, Renato Bruson, Alfredo Giacomotti - Dirigent: Riccardo Muti - Teatro alla Scala NVC Arts/Warner Music Vision 4509 99213-2 1982 (1 dvd)
  - Otello - Jon Vickers, Mirella Freni, Peter Glossop, José van Dam - Dirigent: Herbert von Karajan - Deutsche Grammophon 073 404-0 1974 (1 dvd)
  - Otello - Plácido Domingo, Mirella Freni, Piero Cappuccilli, Dano Raffanti, Luigi Roni, Giuliano Cianella - Dirigent: Carlos Kleiber - Teatro alla Scala di Milano - Live 1976
- Giacomo Puccini
  - Madama Butterfly - Mirella Freni, Plácido Domingo, Christa Ludwig, Robert Kerns - Dirigent: Herbert von Karajan - Film tv regie Jean-Pierre Ponnelle - Deutsche Grammophon 00440 073 4037 1974 (1 dvd)
  - La Bohème - Ruggero Raimondi, Mirella Freni, Ivo Vinco, Rolando Panerai, Gianni Maffeo - Dirigent: Herbert von Karajan - Regie Franco Zeffirelli - Deutsche Grammophon n°00440 073 4071 (1 dvd)
  - La Bohème - Luciano Pavarotti, Mirella Freni, Gino Quilico, Nicolai Ghiaurov, Italo Tajo - Dir.: Bryan Large - Arthaus Musik 100 046 1988 (1 dvd)
  - La Bohème - Luciano Pavarotti, Mirella Freni, Nicolai Ghiaurov - Dirigent: Daniel Oren - La Boheme del centenario - Rai - Live

### Galaconcerten
- Galakonzert - M. Freni e E. Alvares in Concerto - Dirigent: Kurt Eichhorn - München 1971 - Melodram (1 cd)
- Video - The Metropolitan Opera Gala 1991 - Pavarotti, Domingo, Andreson, Freni, Prey, Battle, Hampson, Ramey, Von Otter, Ghiaurov, etc. - Deutsche Grammophon 072 528-3 (1 dvd)
- Video - Opera Galà - Freni, Corelli, Cossotto, Ligabue - Dirigent: Nello Santi - Hamburg 1971 (1 dvd)
- Video - Concerto di Mirella Freni e Cesare Siepi - Lugano - (1 dvd)